# Gabriella Cilmi

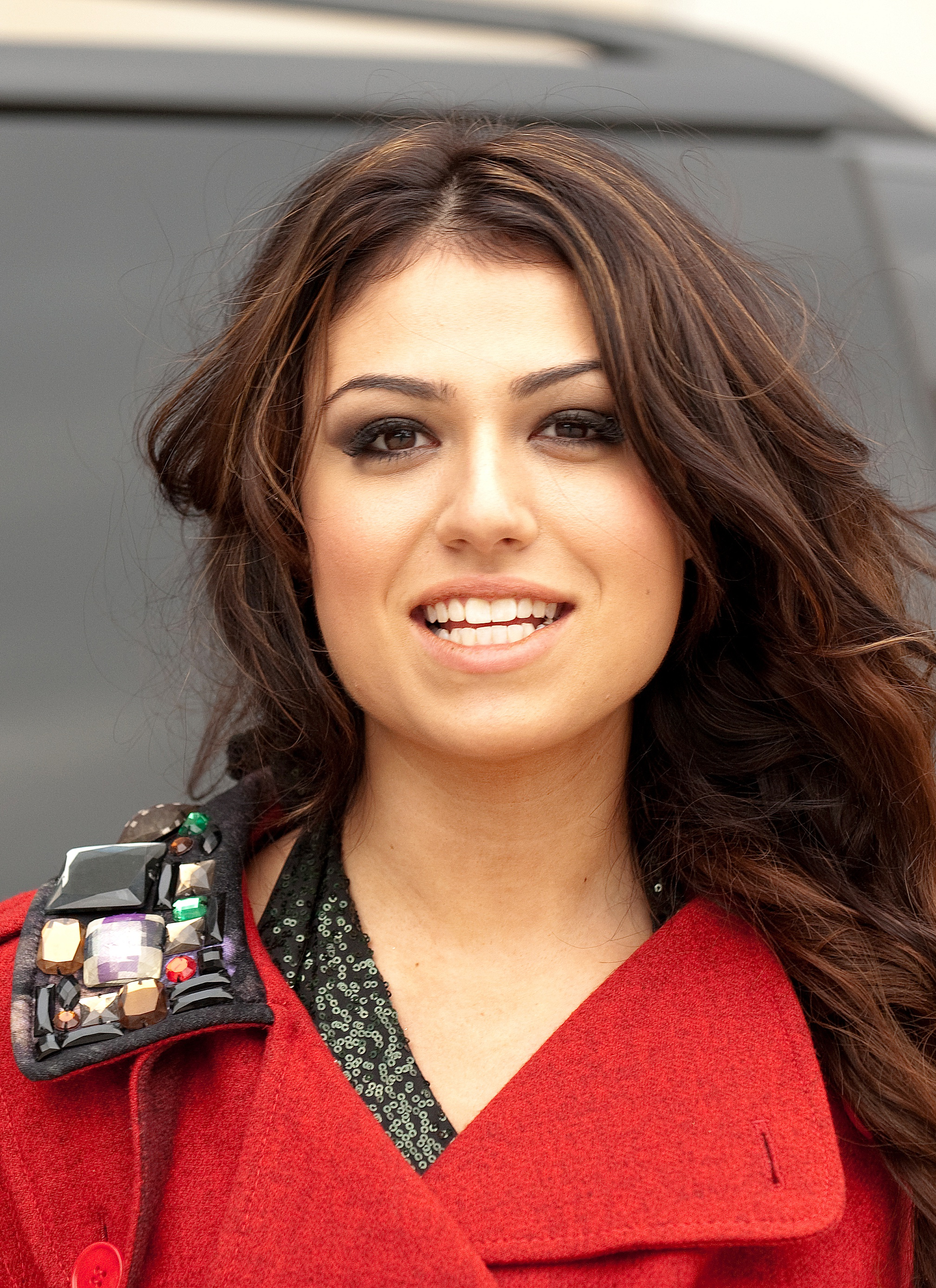
Gabriella Cilmi (2010)

Gabriella Lucia Cilmi (* 10. Oktober 1991 in Dandenong, Melbourne) ist eine australische Popsängerin, die vor allem durch ihr Lied Sweet About Me (2008) bekannt wurde.

## Künstlerischer Werdegang
Cilmis Familie ist italienisch-albanischer Abstammung. Ihre Großeltern wanderten nach Australien aus.
Cilmi wurde im Alter von dreizehn Jahren entdeckt, als sie auf einem Straßenfest Jumpin’ Jack Flash von den Rolling Stones sang. Ein Manager einer Plattenfirma vermittelte sie daraufhin an das Label Island Records und sie flog ins Vereinigte Königreich zur Unterzeichnung eines Plattenvertrags. Dort lebte sie mehrere Monate und arbeitete zusammen mit Brian Higgins – der zuvor auch schon die britische Girlgroup Girls Aloud produziert hatte – an ihrem Album.
Cilmis erste Veröffentlichungen waren die beiden Songs Don’t Tell Me und eine frühe Version von Sorry, die beide auf dem australischen Soundtrack zur Filmkomödie Hating Alison Ashley (2005) waren. Zwei Jahre später folgte der Titel Sanctuary für den Soundtrack des britischen Films Die Girls von St. Trinian (2007). Außerdem hatte sie ihr erstes Album fertiggestellt und vorab wurde die Single Sweet About Me in der BBC-Sendung Later with Jools Holland vorgestellt. International wurde das Lied auch durch die Verwendung in Rexona-Werbespots bekannt, stieg im März 2008 in die UK Top 40 ein und kam Woche für Woche höher bis in die Top 10. In ihrer Heimat Australien war es sogar fünf Wochen lang Nummer eins.
Das Album Lessons to Be Learned wurde zuerst im Vereinigten Königreich veröffentlicht und erreichte dort die Top 10 der Album-Charts. 2008 war Cilmi im Vorprogramm der Tournee von James Blunt in Australien sowie bei der Change Tour der Sugababes durchs Vereinigte Königreich zu sehen. Im November 2008 gastierte sie für einige Solokonzerte in Deutschland, der Schweiz und in Dänemark. 2010 war sie unter anderem als Supportact auf der Labyrinth Tour von Leona Lewis zu sehen.

### Zweites Studioalbum
Im Juni 2010 wurde Cilmis zweites Studioalbum mit dem Namen Ten veröffentlicht. Als Vorbote wurde die Single On a Mission vorausgeschickt. Das komplette Konzept des Albums wurde im Stil von Dance-, Rock- und Pop-Elementen der 1980er-Jahre aufgenommen. Auch bei diesem Album arbeitete sie mit Produzenten wie Xenomania, Dallas Austin und Greg Kurstin zusammen sowie mit der Gesangskollegin und Songwriterin Ellie Goulding. On a Mission erreichte in Deutschland Platz 84, sowie im Vereinigten Königreich Platz 9 als höchste Chartplatzierung. Kritiker lobten das Album aufgrund des neuen Stils und der neuen Gabriella Cilmi, jedoch blieb das Album und die Single hinter den Erwartungen zurück.

### Drittes Studioalbum
Cilmi arbeitete ab Oktober 2010 an ihrem dritten Studioalbum The Sting. Am 20. Januar 2012 tauchte auf YouTube ein Video zu dem Song Vicious Love auf, der später auf dem Album veröffentlicht wurde. Das Album erschien im November 2013 weltweit außer in Deutschland, Österreich, der Schweiz, Belgien, den Niederlanden und Luxemburg. In Deutschland, Österreich und der Schweiz wurde das Album am 21. März 2014 von Ferryhouse veröffentlicht. Vorab erschien im Januar die erste Single Symmetry.

## Diskografie (Auswahl)

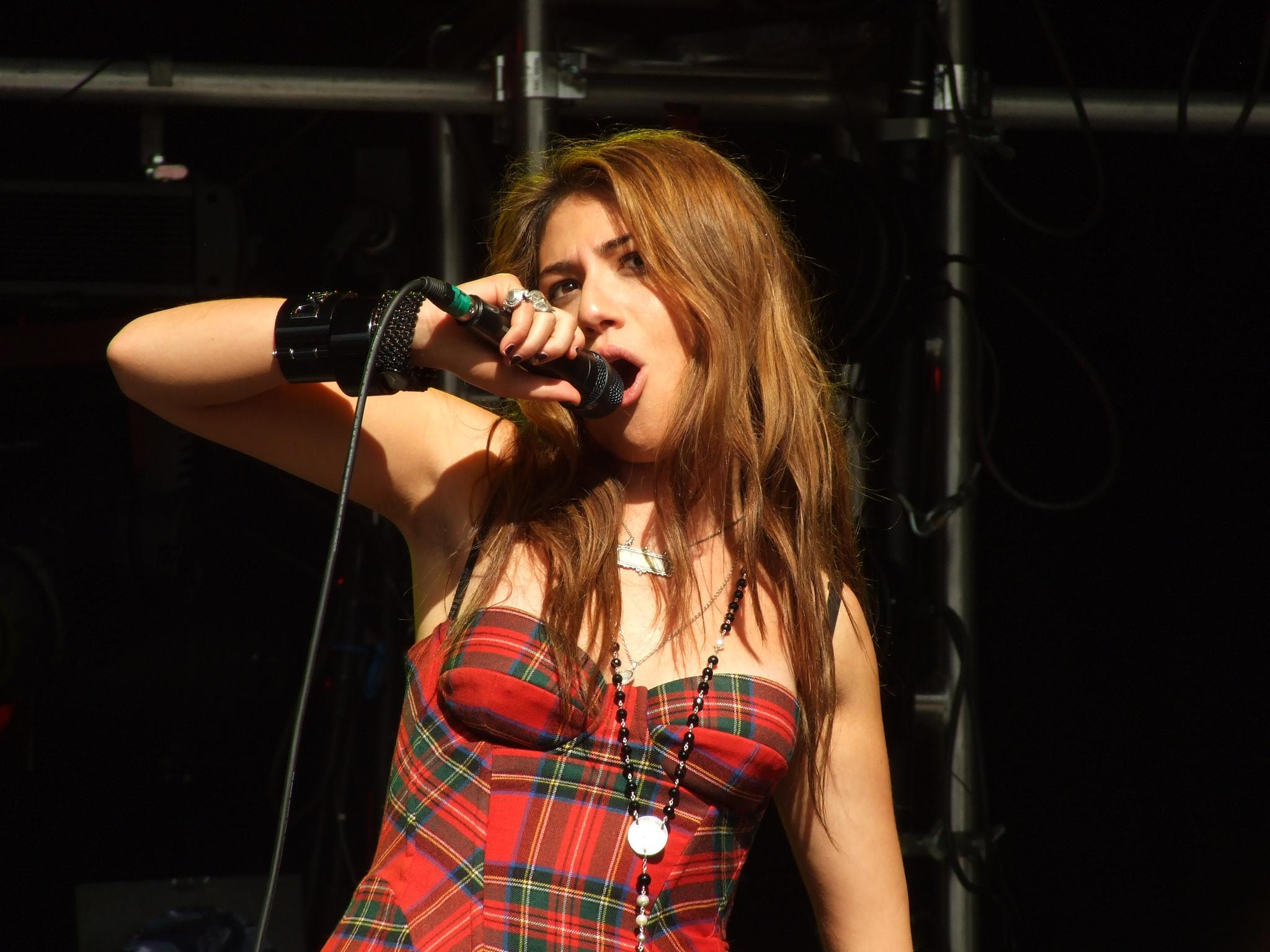
Cilmi beim Godiva Festival 2008

### Studioalben
| Jahr | Titel                 | Höchstplatzierung, Gesamtwochen, AuszeichnungChartplatzierungen (Jahr, Titel, Platzierungen, Wochen, Auszeichnungen, Anmerkungen) | Höchstplatzierung, Gesamtwochen, AuszeichnungChartplatzierungen (Jahr, Titel, Platzierungen, Wochen, Auszeichnungen, Anmerkungen) | Höchstplatzierung, Gesamtwochen, AuszeichnungChartplatzierungen (Jahr, Titel, Platzierungen, Wochen, Auszeichnungen, Anmerkungen) | Höchstplatzierung, Gesamtwochen, AuszeichnungChartplatzierungen (Jahr, Titel, Platzierungen, Wochen, Auszeichnungen, Anmerkungen) | Höchstplatzierung, Gesamtwochen, AuszeichnungChartplatzierungen (Jahr, Titel, Platzierungen, Wochen, Auszeichnungen, Anmerkungen) | Anmerkungen                         |
| Jahr | Titel                 | DE | AT | CH | UK | AU | Anmerkungen                         |
| ---- | --------------------- | --- | --- | --- | --- | --- | ----------------------------------- |
| 2008 | Lessons to Be Learned | DE10 Gold · (33 Wo.)DE | AT6 (17 Wo.)AT | CH7 Gold · (36 Wo.)CH | UK8 Gold · (31 Wo.)UK | AU2 Platin · (31 Wo.)AU | Erstveröffentlichung: 24. Juni 2008 |
| 2010 | Ten                   | DE61 (1 Wo.)DE | AT73 (1 Wo.)AT | CH29 (4 Wo.)CH | UK28 (2 Wo.)UK | AU17 (4 Wo.)AU | Erstveröffentlichung: 19. März 2010 |
| 2013 | The Sting             | — | — | — | — | — | Erstveröffentlichung: November 2013 |

### EPs
- 2008: iTunes Festival: London 2008
- 2019: The Water

### Singles
| Jahr | Titel Album                                      | Höchstplatzierung, Gesamtwochen, AuszeichnungChartplatzierungen (Jahr, Titel, Album, Platzierungen, Wochen, Auszeichnungen, Anmerkungen) | Höchstplatzierung, Gesamtwochen, AuszeichnungChartplatzierungen (Jahr, Titel, Album, Platzierungen, Wochen, Auszeichnungen, Anmerkungen) | Höchstplatzierung, Gesamtwochen, AuszeichnungChartplatzierungen (Jahr, Titel, Album, Platzierungen, Wochen, Auszeichnungen, Anmerkungen) | Höchstplatzierung, Gesamtwochen, AuszeichnungChartplatzierungen (Jahr, Titel, Album, Platzierungen, Wochen, Auszeichnungen, Anmerkungen) | Höchstplatzierung, Gesamtwochen, AuszeichnungChartplatzierungen (Jahr, Titel, Album, Platzierungen, Wochen, Auszeichnungen, Anmerkungen) | Anmerkungen                            |
| Jahr | Titel Album                                      | DE | AT | CH | UK | AU | Anmerkungen                            |
| ---- | ------------------------------------------------ | --- | --- | --- | --- | --- | -------------------------------------- |
| 2008 | Sweet About Me Lessons to Be Learned             | DE2 Platin · (33 Wo.)DE | AT2 (33 Wo.)AT | CH2 Platin · (46 Wo.)CH | UK6 Gold · (37 Wo.)UK | AU1 Platin · (32 Wo.)AU | Erstveröffentlichung: 11. Juli 2008    |
| 2008 | Don’t Wanna Go to Bed Now Lessons to Be Learned  | — | — | — | — | AU28 (12 Wo.)AU | Erstveröffentlichung: 2008             |
| 2008 | Save the Lies (Good to Me) Lessons to Be Learned | — | — | — | UK33 (2 Wo.)UK | — | Erstveröffentlichung: 2008             |
| 2008 | Warm This Winter –                               | — | — | — | UK22 (5 Wo.)UK | — | Erstveröffentlichung: 2008             |
| 2008 | Sanctuary Lessons to Be Learned                  | DE67 (4 Wo.)DE | — | — | — | — | Erstveröffentlichung: 5. Dezember 2008 |
| 2010 | On a Mission Ten                                 | DE84 (1 Wo.)DE | — | CH63 (1 Wo.)CH | UK9 (7 Wo.)UK | AU16 Gold · (11 Wo.)AU | Erstveröffentlichung: 8. März 2010     |

Weitere Singles
- 2009: Non ti aspettavo (Libertá) mit Nevio Passaro
- 2009: Safer
- 2010: Hearts Don’t Lie
- 2010: Defender
- 2013: Symmetry
- 2013: The Sting
- 2019: Ruins

## Auszeichnungen für Musikverkäufe
| Goldene Schallplatte - Belgien - 2008: für die Single Sweet About Me - Neuseeland - 2008: für die Single Sweet About Me - Niederlande - 2010: für die Single Lessons to Be Learned Platin-Schallplatte - Dänemark - 2008: für die Single Sweet About Me |

Anmerkung: Auszeichnungen in Ländern aus den Charttabellen bzw. Chartboxen sind in ebendiesen zu finden.
| Land/RegionAuszeichnungen für Musikverkäufe (Land/Region, Auszeichnungen, Verkäufe, Quellen) | Gold     | Platin     | Verkäufe | Quellen           |
| -------------------------------------------------------------------------------------------- | -------- | ---------- | -------- | ----------------- |
| Australien (ARIA)                                                                            | Gold1    | 2× Platin2 | 175.000  | aria.com.au       |
| Belgien (BRMA)                                                                               | Gold1    | —          | 20.000   | ultratop.be       |
| Dänemark (IFPI)                                                                              | —        | Platin1    | 15.000   | hitlisten.nu      |
| Deutschland (BVMI)                                                                           | Gold1    | Platin1    | 400.000  | musikindustrie.de |
| Neuseeland (RMNZ)                                                                            | Gold1    | —          | 7.500    | radioscope.net.nz |
| Niederlande (NVPI)                                                                           | Gold1    | —          | 25.000   | nvpi.nl           |
| Schweiz (IFPI)                                                                               | Gold1    | Platin1    | 45.000   | hitparade.ch      |
| Vereinigtes Königreich (BPI)                                                                 | 2× Gold2 | —          | 500.000  | bpi.co.uk         |
| Insgesamt                                                                                    | 8× Gold8 | 5× Platin5 |          |                   |